# コルナイ・ヤーノシュ
コルナイ・ヤーノシュ（ハンガリー語: Kornai Janos、1928年1月21日 - 2021年10月18日）は、ハンガリーの経済学者。計画経済体制を分析し、その構造的欠陥を解明したことで知られる。ハーバード大学、およびコルヴィヌス大学名誉教授。

## 経歴
1928年、ブダペストのユダヤ人家庭に生まれる。1944年、ドイツ軍がハンガリーに進駐し矢十字党が権力を掌握すると、自身は労働キャンプに入れられるが逃亡、修道院に匿われてソ連軍による解放を迎えた。父はアウシュビッツで殺害された。
1945年にギムナジウムを卒業すると、ハンガリー共産党の指導下にあった青年組織・ハンガリー民主青年同盟に入り活動、その中で共産党に入党する。1948年にはハンガリー勤労者党の中央機関紙『Szabad Nép (自由な人民)』 に採用され、経済部記者として活躍する。

### ハンガリー勤労者党(共産党)による弾圧
1954年夏、バラトン湖の保養所で、長期の監獄生活から釈放された共産党第二新聞の編集者ハラスティ・シャーンドルと会った。二年後の1956年のハンガリー動乱で逮捕され、反逆罪で国から訴えられている間に死んだロションツィ・ゲーザの義父である。ラーコシ一派がカーダール・ヤーノシュを首謀者にした告発により、ハラスティは1950年に、ロションツィは1951年に拘束された。ハラスティは静かな口調で、監獄で拷問をうけ、虚偽の自白を迫られたとコルナイにのべた。ハラスティを尋問し拷問した担当官は、コルナイの知り合いで、情熱的で献身的な共産主義者であり、決してサディスト的な性格ではなかった。したがって、残虐を好んでではなく、拷問は普通の手段だったのであり、党の敵とされた者には、拷問をつかってでも「真実」を引き出そうとし、嫌疑を認めるまで拷問はつづいた。
コルナイはこのハラスティの体験談により、共産主義者としての確信の倫理的基礎が崩壊した。ハラスティを有罪と断定したとき、党は嘘をついた。これが嘘なら、ほかの事件も嘘になるだろう、とヤーノシュは思った。いかなる目的とはいえ、20世紀にひとを拷問するなど耐えきれないし、無実の人を虐待するのはもってのほかだ、人類の進歩を説く共産党がこんなことをするのか。こうして、自分が信じてきたもの、考えてきたものを修正しなければならないとコルナイは考えるにいたった。
1955年4月に共産主義への信念が欠如しているとして『自由な人民』を解雇された。その後、ハンガリー科学アカデミー付属経済研究所に移った。
1956年2月のスターリン批判でニキータ・フルシチョフが大粛清について報告し、世界中の共産主義者に衝撃を与えた。その後、6月にポーランドでポズナン暴動が起き、非スターリン化政策が開始した。ハンガリーでも10月23日にハンガリー動乱が起きて、ソ連軍が鎮圧され、多数が犠牲になった。
1956年の博士候補論文『経済管理の過度集権化』は1958年に英語版が出来上がり大きなセンセーションを巻き起こした。この論文は、社会主義経済が政府主導の集権的管理下にあり、それがシステムを効率的に機能させる刺激・報酬体系を生み出していないことを分析したものである。コルナイの博士論文は、共産主義の中央集権的な計画経済の構造的欠陥を初めて伝えたが、これにより抑圧を受け、経済研究所を解雇された。1958年以降、コルナイは多くの外国の学術機関から招待を受けたが、ハンガリー政府によってパスポート発行を拒否され、1963年まで旅行を禁止された。

### 理論経済学
ついで数理経済学に転じ、1971年の著書『反均衡』では、サイバネティックス的手法を用いて、新古典派経済学、特に一般均衡理論を批判している。この著作は一般均衡論を超える経済理論の構想を示したもので、これによって理論経済学の世界でコルナイはその足場を固めた。
1980年の著書『不足』は、社会主義制度下においては物資やサービスの不足が恒常的に起きることを示して、東西の経済学界に衝撃を与えた。ハンガリー国内で「『不足』が不足」と新聞が報じるほどのベストセラーになり、英語、フランス語、ポーランド語に翻訳された。中国語版は、非文芸部門の年間ベストセラー賞を受けた。ロシア語訳は、まず非合法で流通、ゴルバチョフ政権により合法化された。校閲（検閲）を通過するため、あえて記述をしていないにもかかわらず、多くの人がこの本から「体制転換が必要」というメッセージを受け取った。エリツィン時代首相代行を務めたこともあるロシアのガイダルは、「1980年代の誰もが、市場社会主義の不可能性を証明するコルナイから最大の影響を受けた」と賛辞を呈している。
1982年にはハンガリー科学アカデミー正会員になっている。1983年に来日している。1984年からハーバード大学教授。1985年には中国政府系シンクタンクと世界銀行に招かれ、ジェームス・トービンらと中国に1カ月滞在し、趙紫陽首相を筆頭とした当時の高官らに経済を講義している。国営企業改革もテーマであった。
1992年には『社会主義経済システム―共産主義の政治経済学』を著した。
2001年までハンガリー国立銀行（中央銀行）の理事を務めた。
2002年にハーバード大学を引退、2011年にはコルヴィヌス大学から名誉教授の称号を授与された。
2019年晩年はハンガリー在住。
2021年10月18日死去

## 著作
下記は日本語訳のみ
- 『反均衡の経済学―経済システム理論の形成をめざして』 岩城博司・岩城淳子訳、日本経済新聞社、1975年
- 『反均衡と不足の経済学』 盛田常夫・門脇延行編訳、日本評論社、1983年
- 『「不足」の政治経済学』 盛田常夫編訳、岩波書店、1984年
- 『経済改革の可能性―ハンガリーの経験と展望』 盛田常夫編訳、岩波書店、1986年
- 『資本主義への大転換―市場経済へのハンガリーの道』 佐藤経明訳、日本経済新聞社、1992年
- 『コルナイ・ヤーノシュ自伝―思索する力を得て』 盛田常夫訳、日本評論社、2006年。ISBN 978-4535554733。
- 『資本主義の本質について』 溝端佐登史・堀林巧・林裕明・里上三保子訳、NTT出版、2016年／講談社学術文庫、2023年